# Rudi Fischer
Rudolf "Rudi" Fischer (19 de abril de 1912 – 30 de dezembro de 1976) foi um automobilista suíço.
Fischer participou de 8 Grandes Prêmios de Fórmula 1, tendo como melhores resultados o 2º lugar na Suíça e o 3º na Alemanha, ambos em 1952.